# ChthoniC
Gli ChthoniC sono una band black metal nata nel 1995 a Taipei, Taiwan. La loro particolarità consiste nell'unire black metal e musica tradizionale di Taiwan; questa parte è costituita dagli strumenti, tra cui il violino orientale, ma anche dalle tematiche trattate nei testi, che parlano appunto di miti, leggende e storia taiwanese, ma anche di modernità e di antifascismo.

## Formazione

### Formazione attuale
- Freddy (Left Face of Maradou) Lim - voce, erhu
- Jesse (The Infernal) - chitarra
- Doris (Thunder Tears) - basso, voce
- CJ (Dispersed Fingers) - sintetizzatore, pianoforte
- Dani (Azathothian Hands) - batteria
- Su-Nung (The Bloody String) - violino orientale

### Ex componenti
- Vivien - tastiera
- Ambrosia - tastiera
- Yu - batteria
- Wang - basso
- Terry - basso
- Null - chitarra
- Zac - chitarra
- Ellis - chitarra

## Discografia
Album in studio
- 1999 - Where the Ancestors' Souls Gathered
- 2000 - 9th Empyrean
- 2002 - Relentless Recurrence (Trinity Records Hong Kong)
- 2005 - Seediq Bale
- 2009 - Mirror of Retribution
- 2011 - Takasago Army
- 2013 - Bu-tik
- 2018 - Battlefields of Asura

Singoli
- 1998 - Deep Rising
- 1999 - Nightmare
- 2007 - Taiwan Unlimited
- 2010 - painkiller
- 2011 - Takao
- 2012 - Set Fire to the Island
- 2013 - Defenders of Bú-Tik Palace
- 2020 - Supreme Pain for the Tyrant (Rearrange)

Raccolte
- 2002 - 冥誕七年加藏[1]
- 2006 - Anthology: A Decade on the Throne
- 2007 - Pandemonium

Live
- 2006 - A Decade on the Throne Live